# Slimane Ould Mata
Slimane Ould Mata (en arabe : سليمان ولد ماطة), né le 8 septembre 1975 à Hussein Dey en Algérie, est un footballeur international algérien. Il évoluait au poste de gardien de but.
Il compte trois sélections en équipe nationale entre 2001 et 2003.

## Biographie

### En club
Slimane Ould Mata évolue principalement à l'USM El Harrach, son club formateur, et au CR Belouizdad.
Il remporte au cours de sa carrière, deux titres de champion d'Algérie.

### En équipe d'Algérie
Ould Mata reçoit sa première convocation en équipe d'Algérie en avril 2001, afin de participer aux éliminatoires de la Coupe du monde 2002 contre le Sénégal. Cela fait suite à ses bonnes performances avec son club, le CR Belouizdad, qui ne sont pas passées inaperçues aux yeux des entraîneurs de l'équipe nationale, Hamid Zouba et Abdelhamid Kermali ,. Toutefois, Ould Mata ne prend pas part au match, puisqu'il reste sur le banc des remplaçants, l'Algérie s'inclinant sur le score final de 3-0.
Le 4 mai 2001, Ould Mata fait ses débuts officiels pour l'Algérie lors des éliminatoires de la Coupe du monde 2002 contre le Maroc, remplaçant à la cinquante-neuvième minute de jeu Hichem Mezaïr. Il réalise une bonne prestation et ne concède aucun but, mais le match se termine 2-1 en faveur des Marocains.
Ould Matta joue ensuite contre l'Angola, le match se termine 3-2 en faveur des Angolais.
Il est ensuite de nouveau sélectionné pour un match des qualifications contre le Burkina Faso, jouant à nouveau l'intégralité du match, en concédant un but à la trente-neuvième minute. Le match se termine sur le score de 1-0 en faveur des Burkinabais,.

## Palmarès
- Champion d'Algérie en 1998 avec l'USM El Harrach et en 2001 avec le CR Belouizdad
- Finaliste de la Coupe d'Algérie en 2003 avec le CR Belouizdad
- Accession en Ligue 1 en 2000 avec l'USM El Harrach